# 몬스터 파크
《몬스터 파크》(영어: Here Comes the Grump)는 2018년 5월에 개봉한 영국, 멕시코의 판타지, 모험, 코미디, 애니메이션 영화이다. 안드레스 코투리어와 토드 레스닉이 감독을 짐 헤치트가 각본을 맡았다. 영국에서는 2018년 5월 11일에, 미국에서는 2018년 9월 14일에, 대한민국에서는 2019년 1월 23일에 개봉되었다.

## 줄거리
사라질 위기에 놓인 놀이공원! 매직 롤러코스터에 탑승하자 기적 같은 일이 일어났다!
사람들의 발길이 끊기면서 폐쇄될 위기에 놓인 놀이공원. 할머니와의 추억을 되새기며 롤러코스터를 고치던 ‘테리’는 신비로운 마법의 왕국 ‘몬스터 파크’로 순간 이동을 하게 된다. 하지만 할머니가 들려주던 동화 속 세상과는 달리 이미 감정을 조종할 수 있는 마법사 ‘그럼프’의 우울 마법에 빠져 모든 웃음과 행복을 빼앗긴 몬스터 파크.
‘테리’는 아름답지만 천방지축 말괄량이인 ‘새벽 공주’와 온통 우울함에 빠진 왕국을 구하기로 하는데... 과연 ‘테리’는 모두에게 웃음과 행복을 되찾아 주고 다시 자신의 세계로 돌아 갈 수 있을까?

## 출연진
- 릴리 콜린스 - 새벽 공주 목소리 역
- 토비 켑벨 - 테리 목소리 역
- 이안 맥쉐인 - 그럼프 목소리 역
- 라스무스 하디커 - 차밍 왕자 목소리 역
- 키스 윅햄 - 딩고, 미치 목소리 역
- 폴 타이랙 - 오라클, 레드버드 목소리 역